# Blockbusta
Blockbusta è l'undicesimo album in studio del rapper statunitense Busta Rhymes, pubblicato nel 2023.

## Tracce
1. The Statement – 2:34
2. Remind 'Em (featuring Quavo) – 3:21
3. Beach Ball (featuring Bia) – 2:24
4. OK (with Cool & Dre featuring Young Thug) – 4:06
5. Could It Be You (featuring Blxst and Yung Bleu) – 3:06
6. Luxury Life (featuring Coi Leray) – 2:18
7. Big Everything (featuring DaBaby and T-Pain) – 4:01
8. Roboshotta (featuring Burna Boy) – 2:05
9. Tings – 3:07
10. The Return of Mansa Musa (featuring Swizz Beatz and Blackway) – 3:25
11. Stand Up (featuring Jnr Choi) – 3:46
12. Open Wide (featuring Chris Brown and Shenseea) – 2:47
13. Hold Up – 2:13
14. The Hive (featuring Giggs) – 2:49
15. Homage (featuring Kodak Black) – 3:09
16. Legend (featuring Morray) – 3:52
17. Slide – 3:42
18. Legacy (featuring Cie, Trillian, and Rai) – 4:12
19. If You Don't Know Now You Know Pt. 2 (featuring Big Tigger) – 5:19